# Sakae
Pour les articles homonymes, voir Sakae (homonymie).
Sakae (栄町, Sakae-machi) est un bourg du district d'Inba, dans la préfecture de Chiba au Japon.

## Géographie

### Démographie
Au 1er décembre 2013, la population de Sakae s'élevait à 21 333 habitants répartis sur une superficie de 32,46 km2.